# Sojoez TMA-17

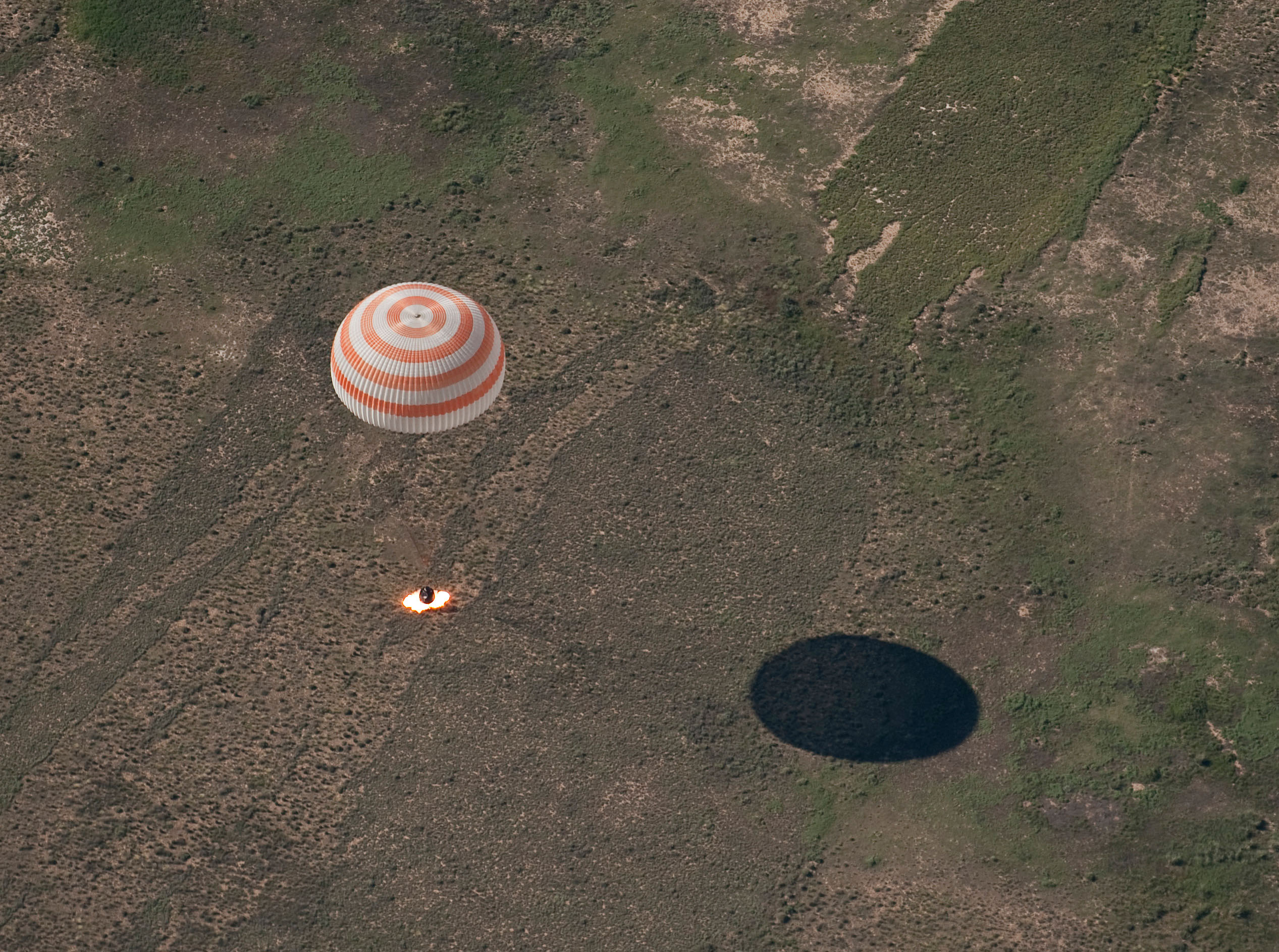
Het ruimtevaartuig Sojoez TMA-17 tijdens de landing op 2 juni 2010 nabij de Kazachse stad Jezqazğan. De Sojoez bracht de ruimtevaarders Creamer (NASA), Kotov (Roskosmos) en Noguchi (JAXA) terug na een verblijf van zes maanden aan boord van het internationaal ruimtestation ISS.

Sojoez TMA-17 (Russisch: Союз ТМА-17) was een vlucht naar het Internationaal ruimtestation ISS. De missie begon op 21 december 2009. Sojoez TMA-17 lanceerde drie bemanningsleden van ISS Expeditie 22. TMA-17 was de 104e vlucht van een Sojoez-ruimteschip, na de eerste lancering in 1967. De Sojoez bleef aan het ISS voor de duur van expeditie 23 en diende als reddingsschip.

## Crew
De bemanning van Sojoez TMA-17 werd bekendgemaakt door de NASA op 21 november, 2008.
- Oleg Kotov (1)  Rusland - Bevelhebber
- Timothy Creamer (1)  Verenigde Staten - Vlucht Ingenieur 1
- Soichi Noguchi (2)  Japan - Vlucht Ingenieur 2

## Back-up Crew
- Anton Sjkaplerov
- Douglas H. Wheelock
- Satoshi Furukawa